# 秘魯櫛嚙魚
秘魯櫛嚙魚，為輻鰭魚綱脂鯉目脂鯉亞目脂鯉科的其中一個種，為熱帶淡水魚，分布於南美洲亞馬遜河流域，體長可達9公分，棲息底中層水域，生活習性不明，可做為觀賞魚。

## 扩展阅读
- 維基物種上的相關：秘魯櫛嚙魚